# What’s My Name? (singel Rihanny)

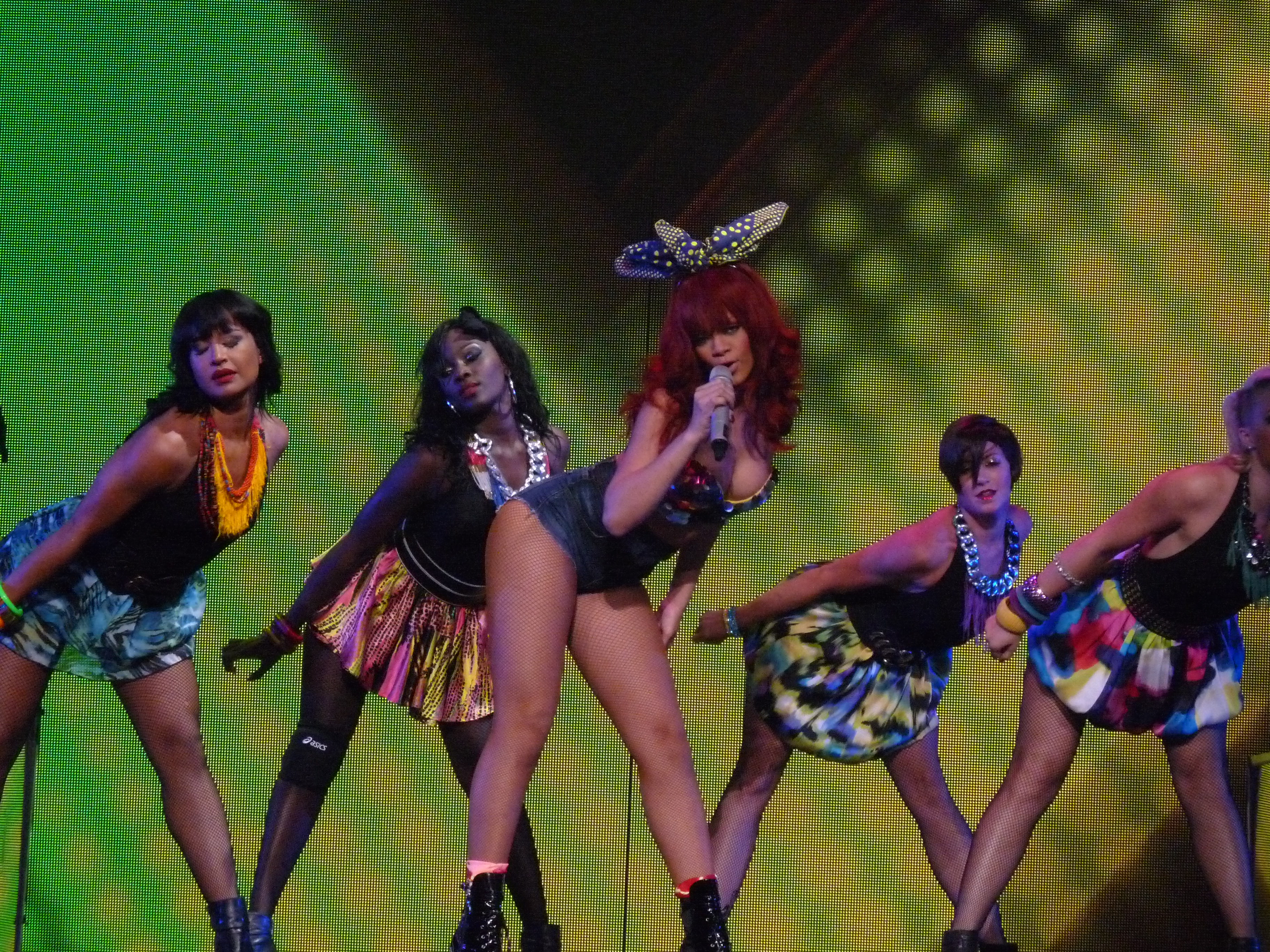
Rihanna wykonująca utwór What’s My Name?

What’s My Name? (ang. Jak mam na imię?) to drugi singiel Rihanny z piątego studyjnego albumu „Loud”. W piosence gościnnie wystąpił kanadyjski piosenkarz Drake. Utwór napisany przez autorów takich, jak: Ester Dean, Mikkel S. Eriksen, Traci Hale, Tor Erik Hermansen, a wyprodukowany przez StarGate został wydany 29 października 2010 roku w formacie digital download w Australii. Piosenka miała premierę 15 października 2010 roku, natomiast amerykańska premiera odbyła się 26 października w mainstream radio. Kompozycja w formacie digital download w Stanach ukazała się 1 listopada 2010 roku.

## Tło
Oryginalna wersja utworu „What’s My Name?” zawierała wokal jedynie Rihanny, a remix z udziałem rapera Drake’a miał być dodany do albumu Loud jako utwór bonusowy. Artystka określiła ten utwór jako „świeży” i „wesoły” oraz zasugerowała, że być może przeniesie współpracę z raperem na ekran i zrobią razem teledysk. Gdy tracklista albumu została ujawniona, okazało się, że remix z udziałem rapera został wpisany jako główna wersja piosenki.

## Krytyka
Piosenka uzyskała pozytywne recenzje. MTV określiło utwór jako „hardy”, a dodanie zwrotki Drake’a jest „płynne”. Natomiast refren jest „chwytliwy”. Bill Lamb z About.com ocenił utwór równie pozytywnie. Powiedział, że:
'to wygląda jak kolejny nie wymagający wysiłku hit w rękach Rihanny. Utwór ten jest perfekcyjny i wręcz „szybuje”, wpadając w ucho’.

## Teledysk
Rihanna nagrała teledysk w solowej wersji 26 września 2010 roku w Nowym Jorku, reżyserowany przez Philipa Andelmana. Natomiast wersja duetowa z udziałem Drake’a została nagrana 27 października 2010 roku. Teledysk rozpoczyna się widokiem na panoramę Nowego Jorku, a następnie Rihanna wchodzi do sklepu, gdzie zauważa ją Drake stojący przy kasie. Raper rozpoczyna swoją zwrotkę po czym idzie w stronę Rihanny, która przeszła na koniec sklepu, gdzie Drake stara się o jej względy, a artystka udaje niedostępną. W drugiej zwrotce, którą śpiewa Rihanna widzimy ją siedzącą w mieszkaniu w fotelu oraz sceny kiedy spędza czas ze swoim partnerem, którym jest Drake. Podczas refrenu i drugiej zwrotki artystka przechadza się przed ulice Nowego Yorku i śpiewa pod metalowym ogrodzeniem. W trakcie trwania całego teledysku widzimy ludzi zmierzających w jednym celu mając ze sobą różne instrumenty muzyczne i na samym końcu klipu wszyscy zbierają się w parku, gdzie grają i tańczą razem z Rihanną.

## Promocja
Rihanna wykonała ten utwór po raz pierwszy 30 października 2010 roku, w programie Saturday Night Live.

## Personel
- Twórca tekstu – Mikkel S. Eriksen, Tor Erik Hermansen, Ester Dean, Traci Hale, Aubrey Graham
- Producent muzyczny – Stargate
- Nagrywanie – Mikkel S. Eriksen, Miles Walker
- Produkcja wokalu – Kuk Harrell
- Nagrywanie wokalu – Kuk Harrell, Josh Gudwin, Marcos Tovar
- Asystent nagrywania wokalu – Bobby Campbell
- Nagrywanie wokalu Drake – Noah „40” Shebib
- Asystent nagrywania wokalk Drake – Noel Cadastre, Brandon Joner
- Miksowanie – Phil Tan
- Inżynier dźwięku – Damien Lewis
- Instrumenty – Mikkel S. Eriksen, Tor Erik Hermansen
- Wokal wspierający – Ester Dean

## Notowania
| Listy przebojów (2010)                   | Najwyższa pozycja |
| ---------------------------------------- | ----------------- |
| Australia (ARIA)                         | 18                |
| Belgia (Ultratop Flanders)               | 35                |
| Belgia (Ultratop Wallonia)               | 40                |
| Dania (Tracklisten)                      | 35                |
| European Hot 100 Singles                 | 29                |
| Francja (SNEP) Download Chart            | 5                 |
| Irlandia (IRMA)                          | 3                 |
| Kanada (Canadian Hot 100)                | 5                 |
| Norwegia (VG-Lista)                      | 4                 |
| Nowa Zelandia (RIANZ)                    | 3                 |
| Szwajcaria (Media Control Charts)        | 15                |
| Szwecja (Sverigetopplistan)              | 20                |
| UK Singles (The Official Charts Company) | 1                 |
| UK R&B Singles Chart                     | 1                 |
| US Pop Songs (Billboard)                 | 8                 |
| US Hot R&B/Hip-Hop Songs (Billboard)     | 3                 |
| US Billboard Hot 100                     | 1                 |

## Certyfikaty
| Kraj                      | Certyfikat         |
| ------------------------- | ------------------ |
| Australia (ARIA)          | platynowa płyta    |
| Dania (IFPI Danmark)      | złota płyta        |
| Niemcy (BVMI)             | złota płyta        |
| Nowa Zelandia (RMNZ)      | złota płyta        |
| Stany Zjednoczone (RIAA)  | 6x platynowa płyta |
| Szwajcaria (IFPI Schweiz) | złota płyta        |
| Szwecja (GLF)             | platynowa płyta    |
| Wielka Brytania (BPI)     | 2x platynowa płyta |
| Włochy (FIMI)             | złota płyta        |

## Radio i historia wydania

### Radio
| Kraj              | Data                  |
| ----------------- | --------------------- |
| Stany Zjednoczone | 27 października, 2010 |

### Historia wydania
| Kraj              | Data                  | Format           |
| ----------------- | --------------------- | ---------------- |
| Australia         | 29 Października, 2010 | Digital download |
| Francja           | 29 Października, 2010 | Digital download |
| Nowa Zelandia     | 29 Października, 2010 | Digital download |
| Hiszpania         | 29 Października, 2010 | Digital download |
| Stany Zjednoczone | 1 Listopada, 2010     | Digital download |